# Sauroposeidon
A Sauroposeidon (jelentése 'Poszeidón-gyík', a görög tengeristenre, az egykori földistenre Poszeidónra utalva) a sauropoda dinoszauruszok egyik neme, amely négy, az Egyesült Államok Oklahoma államának délkeleti részén felfedezett nyakcsigolya révén vált ismertté. A fosszíliákat a sauropodák számának és méretének csökkenésével jellemezhető kora kréta korhoz tartozó kőzetekben találták meg, ezért a kontinens utolsó óriás méretű sauropoda dinoszauruszaként ismert. Bár a fosszíliáját 1994-ben találták meg, meglepő kora és szokatlan mérete miatt először tévesen megkövesedett fadarabokként osztályozták. Egy 1999-ben elvégzett részletesebb elemzés azonban feltárta a lelet valódi természetét, amit kisebb médiaszenzáció, majd a következő évben a hivatalos publikáció követett.
Az ősökológiai elemzés azt jelzi, hogy a Sauroposeidon a Mexikói-öböl partján élt, egy folyódeltában. A Sauroposeidon egy négy lábon járó növényevő volt, és a többi brachiosauridához hasonlóan a hátsóknál hosszabb mellső lábakkal, a modern zsiráféhoz hasonló testfelépítéssel rendelkezett. A jóval ismertebb Brachiosaurus alapján elvégzett extrapoláció szerint a Sauroposeidon feje a nyak kinyújtott helyzetében elérhette a 16,5–18 méteres magasságot, amivel az egyik legmagasabb ismert dinoszaurusszá vált. A becslés szerint elérte a 27–34 méteres testhosszt és a 40–60 tonnás tömeget, amivel a leghosszabb és legnehezebb dinoszauruszok közé tartozik.

## Felfedezés

A Sauroposeidont az oklahomai Atoka megye délkeleti részén fedezték fel

A csigolyákat Oklahoma távoli vidékén fedezték fel, a texasi határ közelében, egy agyagkő kibúvásnál, ami alapján a kora nagyjából 110 millió év. Ez a kora kréta korra esik, pontosabban az apti–albai korszakok idejére.
A négy nyakcsigolyát Dr. Richard Cifelli és a Sam Noble Oklahomai Természetrajzi Múzeum (Sam Noble Oklahoma Museum of Natural History) csapata találta meg 1994-ben az Antlers-formációban, az oklahomai Atoka megyében. Kezdetben a fosszíliákat túl nagynak hitték ahhoz, hogy egy állat maradványainak tartsák, és a konzerválódás állapota alapján úgy vélték, hogy farönkök lehetnek. Valójában ezek voltak a leghosszabbak az addig ismert dinoszaurusz csontok közül.
Emiatt a csigolyák a raktárban maradtak 1999-ig, amikor Dr. Cifelli átadta a leletet egy projekt részét képező elemzés elvégzésére egy végzős diáknak, Matt Wedelnek. Mikor rájöttek a tárgy valódi jelentőségére, 1999 októberében egy sajtóközleményt jelentettek meg, amit egy hivatalos publikáció követett a Journal of Vertebrate Paleontology című folyóiratban, 2000 márciusában. Az új faj, melynek holotípusa a OMNH 53062 jelzésű lelet, az S. proteles nevet kapta.

## Etimológia
A nem neve, az ógörög σαυρος / szaürosz 'gyík' szóból és a görög mitológia tengeristene, a földrengésekhez is kötődő, és emiatt Ennoszigaioszként vagy Eniszokhthōnként, azaz Földrengetőként jellemzett Poszeidón névéből származik. Ez arra a véleményre utal, ami szerint az állat tömege olyan nagy volt, hogy a föld megremegett, amikor járt.
A faj neve, a proteles szintén ógörög eredetű, és a jelentése 'a vége előtt tökéletes', ami arra utal, hogy a kréta időszak során a Sauroposeidon volt a legutolsó és legspecializáltabb óriás sauropoda Észak-Amerikában.

## Méret
|  | „Igazán bámulatos. Vitathatóan a legnagyobb lény, ami valaha járt a Földön.” |
|  | – Richard Cifelli, a Sauroposeidon felfedezője                               |

A Sauroposeidon és az ember méretének összehasonlítása. Az ismert csontvázelemeket fehér szín jelöli. A négyzetrács élhossza 1 méter

Az 1999-es sajtókiadvány azonnal nemzetközi médiafigyelmet kapott, ami több olyan beszámolót váltott ki, ami (pontatlan módon) „a létező legnagyobb dinoszauruszról” szólt. Bár igaz, hogy a Sauroposeidon valószínűleg a legmagasabb ismert dinoszaurusz, nem a leghosszabb és nem is a legnehezebb. Az Argentinosaurus jobban megérdemli a „Világ Legnagyobb Dinoszaurusza” címet (feltéve, hogy szokványos módon megfeledkezünk az Amphicoeliasról), azonban a hiányos fosszilis bizonyítékok lehetetlenné teszik a pontos rangsorolást.
A Sauroposeidon lelet négy, illeszkedő, középső (5-8.) nyakcsigolyából és a hozzájuk tartozó nyaki bordákból állt. A csigolyák extrém módon meghosszabbodtak, a legnagyobb teljes hossza elérte az 1,4 métert, amivel a leghosszabb feljegyzett sauropoda nyakcsigolyának számít. A csont vizsgálata feltárta, hogy apró légáteresztő lyukakat tartalmaz, és a csirkékéhez és a struccokéhoz hasonlóan nagyon vékony, lecsökkentve a nyak tömegét, és megkönnyítve a felemelését. A nyaki bordák szintén rendkívül hosszúak voltak, a leghosszabb mérhető borda (a 6-os csigolyán levő), 3,42 méteres volt, körülbelül 18%-kal hosszabb, mint a leghosszabb borda, ami a Giraffatitan esetében ismertté vált, de meghaladta a Mamenchisaurus nyaki bordáinak hosszát is.
A Sauroposeidon méretbecslése négy Sauroposeidon csigolya és a berlini Humboldt Múzeum HM SII jelzésű Giraffatitan brancai példányának csigolyái között végzett összehasonlításon alapul. A HM SII a legteljesebb ismert brachiosaurida, de mivel különböző egyedek részeiből állították össze, nem lehet teljesen pontos. A Sauroposeidon többi brachiosaurida rokonával való összevetését megnehezíti a maradványok korlátozott mennyisége.
A Sauroposeidon nyakának becsült hossza 11,25–12 méter, míg a HM SII jelzésű Giraffatitan példányé 9 méter. Ez az eredmény azon a feltételezésen alapul, amely szerint az állat nyakának aránya megegyezik a Giraffatitanéval, ami mérsékelten jó következtetés.
A Sauroposeidon valószínűleg képes volt a fejét 16,5–18 méter magasra emelni, ami megfelel egy hat emeletes épület magasságának. A hosszú nyak és a magasan levő brachiosaurida vállak a legmagasabb ismert dinoszaurusszá tették. A testfelépítése a rövid test és a rendkívül hosszú nyak miatt bizonyos tekintetben hasonlít a modern zsiráféra. Összehasonlításképpen a Giraffatitan a fejét 13,5 méteres magasságba emelhette fel.
A Sauroposeidon válla valószínűleg 6–7 méter magasan volt. A teljes hosszára vonatkozó becsült érték 27 és 34 méter között változik.
A Sauroposeidon tömegét 40–60 tonnára becsülték. Bár a csigolyái hossza 25–33%-kal meghaladta a Giraffatitanéit. az átmérőjük csak 10–15%-kal volt nagyobb. Ez azt jelenti, hogy miközben a Sauroposeidon teste nagyobb volt, mint a Giraffatitané, a testmérete hosszú nyaka miatt elmaradt rokonáétól, így összességében nem lehetett olyan nehéz, mint egy felnagyított Giraffatitan. Összehasonlításképpen a Giraffatitan 36–40 tonna lehetett. Ez az érték a Giraffatitan különböző módszerekkel elvégzett tömegbecslésének átlagából származik.
A Sauroposeidon nyaka a Giraffatitanénál vékonyabb. Ha kiderül, hogy a teste további része hasonlóan karcsú volt, akkor a becsült érték még túl magas is lehet. Ehhez hasonló módon az aránylag robusztus Apatosaurus tömege jóval nagyobb lehetett, mint a hosszabb, de vékonyabb Diplodocusé. Emellett lehetséges, hogy a sauropodák a madarakéhoz hasonló légzsákrendszerrel rendelkeztek, ami 20%-kal vagy többel is csökkentheti a becsült tömegüket.

## Ősökológia
|  | „A Sauroposeidon egy váratlan felfedezés, mivel állatként egy hatalmas, üzemanyagzabáló bárka volt a szubkompakt sauropodák korában.” |
|  | – Matt Wedel, a Sauroposeidon-csapat vezetője                                                                                         |

A Sauroposeidon talán az utolsó észak-amerikai sauropoda volt. A sauropodák, melyek közé minden idők legnagyobb szárazföldi állatai tartoztak, nagy és sikeres csoportként ismert. Először a kora jura korban tűntek fel és hamarosan világszerte elterjedtek. A késő jura idejére Észak-Amerikát és Afrikát a diplodocoideák és a brachiosauridák uralták, a késő kréta végére pedig (a déli félgömbön) a titanosauridák váltak gyakorivá. Az e két kor közti, kora krétához tartozó fosszilis rekord szórványos. Ebből az időből kevés észak-amerikai példány került elő, és gyakran azok is töredékesek vagy a faj fiatal példányaihoz tartoznak. A korabeli túlélő sauropodák 15 méter hosszú és 10–15 tonnás tömegű állatokká zsugorodtak össze, ezért is nagyon különös egy Sauroposeidonhoz hasonló szuperóriás felfedezése.
A Sauroposeidon a Mexikói-öböl partján élt, ami ekkor egy óriási, a mai Mississippi-deltához hasonló folyótorkolaton keresztül Oklahomáig terjedt. Valószínű, hogy a ragadozók nem voltak képesek legyűrni egy teljesen kifejlett Sauroposeidont, de a fiatal egyedek az Acrocanthosaurus (a Tyrannosaurushoz hasonló, de annál kisebb carnosaurus) és a Deinonychus falkák zsákmányaivá válhattak.
2004-ben Darren Naish és kollégái egy Sauroposeidonhoz hasonló, a kora kréta kori Angliából származó óriás brachiosauridáról készítettek leírást. Ez a csupán két nyakcsigolya alapján ismert állat egyes részleteit tekintve nyilvánvalóan hasonlított a Sauroposeidonhoz, és talán hasonló méretű is volt. Ez a felfedezés kihangsúlyozza a kora kréta kori észak-amerikai és európai dinoszauruszok közötti hasonlóságot.

## Fordítás
- Ez a szócikk részben vagy egészben a Sauroposeidon című angol Wikipédia-szócikk ezen változatának fordításán alapul.  Az eredeti cikk szerkesztőit annak laptörténete sorolja fel. Ez a jelzés csupán a megfogalmazás eredetét és a szerzői jogokat jelzi, nem szolgál a cikkben szereplő információk forrásmegjelöléseként.